# Саша Стојановић
Саша Стојановић (Паси Пољана, 21. јануар 1983) је бивши српски фудбалер. Играо је на средини терена.

## Каријера
Прошао је све млађе категорије нишког Радничког, да би са 17 година прешао у ПСВ Ајндховен. За први тим ПСВ-а никад није заиграо, већ је наступао за подмладак и други тим. Након тога, 2005. је заиграо на позајмицу за Ајндховен, члана друге лиге Холандије. Након једне године позајмица је прерасла у пуно чланство Стојановића у Ајндховену. Након друге сезоне у том тиму, офанзивни везиста је прешао у РБЦ Розендал, за који је играо још две године у истом рангу.
Године 2009. је прешао у Арис из Лимасола члана прве лиге Кипра. Једну сезону је провео на Кипру, да би онда прешао у Хапоел Хаифу, где наступа у сезони 2010/11. Наредне године поново се нашао на Кипру, прешао је у Етникос Ахну, а лета 2012. се вратио свом матичном клубу - Радничком. За нишки клуб је у сезонама 2012/13. и 2013/14. у Суперлиги Србије одиграо 46 утакмица и постигао 10 голова. У лето 2014. године прелази у румунску Универзитатеу Клуж где је током првог дела сезоне 2014/15. одиграо 10 утакмица у румунској првенству Румуније.
У јануару 2015. године потписује уговор са београдском Црвеном звездом. За црвено-беле је у другом делу сезоне 2014/15. одиграо 14 суперлигашких утакмица и постигао један гол. У сезони 2015/16, у којој је Звезда освојила титулу, Стојановић је пао у други план и одиграо само пет суперлигашких утакмица (постигао један гол). У јулу 2016. године се вратио у нишки Раднички. Одиграо је још четири сезоне за Раднички, након чега је завршио играчку каријеру.

## Трофеји
Црвена звезда
- Суперлига Србије (1) : 2015/16.